# ام‌بی هلدینگ
ام‌بی هلدینگ (انگلیسی: MB Holding) شرکت خوشه‌ای عمانی است، که در سال ۱۹۸۲ توسط محمد البروانی تأسیس شد.